# Clara 3000
Pour les articles homonymes, voir Deshayes.
Clara Deshayes, dite Clara 3000, est une DJ, actrice et compositrice de musique électronique française, née le 9 octobre 1989 à Versailles.

## Biographie
Après une enfance passée à Versailles, Clara Deshayes devient stagiaire au sein du label Ed Banger Records et est rapidement parrainée par Pedro Winter. Elle joue dans les clubs parisiens, en particulier le Silencio dont elle est résidente avant de connaitre une reconnaissance plus large. 
Ainsi dès 2008 elle assure la première partie du groupe Justice.
En 2014 dans le film Eden de Mia Hansen-Løve, elle incarne un personnage symbolisant pour la réalisatrice la nouvelle génération de DJ,.
En 2014 elle signe sur le label Kill the DJ.
En 2015 elle accède à plus de visibilité et devient représentante de la marque Jacquemus.
À l'automne 2015, grâce à son premier remix, Idle Eyes pour le groupe C.A.R., elle est décrite par le magazine Les Inrockuptibles comme l'une des huit artistes féminines réinventant la musique électronique mondiale.
En 2016, elle rencontre Demna Gvasalia, directeur artistique des marques Vetements et Balenciaga. Elle devient sa modèle pour Balenciaga et responsable des bandes son de ses défilés.
En 2022, elle assure la première partie d'Indochine à Lyon dans le cadre du Central Tour.

## Discographie

### Remixes
- 2014 : C.A.R. - Idle Eyes (Clara 3000 Remix)
- 2016 : Krista Papista - I Wish I Had Blue Eyes (Clara 3000 Remix)
- 2016 : Christophe - Stella Botox (Clara 3000 Remix)

## Filmographie
- 2014 : Eden de Mia Hansen-Løve : DJ Silencio
- 2018 : Caprice de Roi Cydulkin : Anne
- 2019 : Lux Æterna de Gaspar Noé : Clara
- 2023 : Orlando, ma biographie politique de Paul B. Preciado : Orlando[12]